# Сильва, Федерико
Федери́ко Си́льва (исп. Federico Silva; 16 сентября 1923, Мехико — 30 ноября 2022) — мексиканский скульптор и художник-муралист. Член мексиканской Академии художеств (1991).
Самостоятельно освоив технику энкаустики, фрески и письма темперой, он ассистировал Давиду Сикейросу при создании настенных росписей во Дворце изящных искусств в Мехико. С 1950 года Сильва работает над собственными фресками. В процессе творчества художник ищет новые способы самовыражения и к началу 60-х увлекается скульптурой и становится предвестником кинетического искусства в Мексике. В 1977 году Сильва стал инициатором создания скульптурного пространства в центре культуры Национального автономного университета Мексики. В этом проекте также принимали участие Элен Эскобедо, Мануэль Фельгерес, Матиас Гоэриц и другие.
Его работа получила признание: в 1995 году Федерико Сильва был удостоен Национальной премии в области изящных искусств, кроме того, он является почётным доктором автономного университета Сан-Луис-Потоси и Национального автономного университета Мексики, а также членом мексиканской Академии художеств.
В 2003 году в городе Сан-Луис-Потоси открылся музей Федерико Сильвы.

## Галерея
|  |  |  |  |